# Муйдінов Махмуд
Махмуд Муйдінович Муйдінов (1939, кишлак Узбекистанського району, тепер Ферганської області, Узбекистан) — радянський державний діяч, новатор виробництва, слюсар-бляхар Ташкентського заводу сільськогосподарського машинобудування імені Ворошилова Міністерства тракторного і сільськогосподарського машинобудування СРСР. Член Центральної Ревізійної Комісії КПРС у 1976—1981 роках. Герой Соціалістичної Праці (10.03.1981).

## Життєпис
Народився в селянській родині. Після закінчення школи з 1957 по 1958 рік працював на Ташкентській фабриці шкіряно-галантерейних товарів.
У 1958—1961 роках — у Радянській армії.
У 1962—1963 роках — робітник Ташкентської фабрики шкіряно-галантерейних товарів.
У 1963 році закінчив школу робітничої молоді міста Ташкента.
З січня 1963 року — слюсар-бляхар, зварювальник по контактному зварюванні, з 1965 року — бригадир слюсарів Ташкентського заводу сільськогосподарського машинобудування імені Ворошилова (Ташсільмаш) Узбецької РСР.
Член КПРС з 1970 року.
Раціоналізатор і винахідник. За активну раціоналізаторську творчість нагороджений дипломом ВДНГ і автомобілем «Москвич».
Закінчив заочно Ташкентську Вищу партійну школу.
З 1984 року — на відповідальній роботі в ЦК КП Узбекистану.
Потім — на пенсії в місті Ташкенті.

## Родина
Дружина — Муйдінова Мамлакат Якубівна — бригадир, передовик виробництва, депутат Верховної ради Узбецької РСР

## Нагороди і звання
- Герой Соціалістичної Праці (10.03.1981)
- два ордени Леніна (1976; 10.03.1981)
- орден «Знак Пошани» (1971)
- медалі